# Johnny Raper
Pour les articles homonymes, voir Raper.

a Compétitions nationales et continentales officielles uniquement.

b Matchs officiels uniquement.
John William Raper dit Johnny Raper, né à Revesby le 12 avril 1939  et mort à Caringbah le 9 février 2022, est un ancien joueur et un entraîneur de rugby à XIII australien évoluant au poste de pilier dans les années 1950, 1960 et 1970. Il est considéré comme l'un des meilleurs piliers de rugby à XIII de l'histoire. En 1985, il est introduit au temple de la renommée du sport australien puis en 2002, il est admis au temple de la renommée du rugby à XIII australien, il est également considéré comme l'un des sept Immortels. Il a effectué la majorité de sa carrière à Newtown et St. George Dragons. Il a également été sélectionné en équipe d'Australie et aux New South Wales Blues.